# سيث جان
سيث جان (بالإنجليزية: Seth Jahn)‏ هو لاعب كرة قدم أمريكي، ولد في 25 ديسمبر 1982.